# Гущин, Владимир Иванович
Влади́мир Ива́нович Гу́щин (1921—2001) — капитан 2-го ранга запаса (25.04.1975) Военно-морского флота СССР, участник Великой Отечественной войны, Герой Советского Союза (1945).

## Биография
Владимир Гущин родился 20 июля 1921 года в деревне Овчинки Подольского района Московской области (ныне — городской округ Домодедово Московской области) в рабочей семье. Окончил семь классов московской школы № 33, затем школу фабрично-заводского ученичества при автомобильном заводе имени Лихачёва, после чего в течение трёх лет работал токарем. В 1940 году Гущин был призван на службу в Рабоче-крестьянскую Красную Армию. Проходил службу на Дальнем Востоке. С июля 1942 года — на фронтах Великой Отечественной войны. Участвовал в Сталинградской битве, в декабре 1942 года в бою за Сталинградский тракторный завод Гущин получил тяжёлое ранение. В 1943 году участвовал в Курской битве, в боях под станцией Поныри вновь был ранен. В 1944 году Гущин прошёл обучение по специальности наводчика самоходной артиллерийской установки. К январю 1945 года гвардии старший сержант Владимир Гущин был наводчиком орудия 387-го гвардейского самоходного артиллерийского полка 12-го гвардейского танкового корпуса 2-й гвардейской танковой армии 1-го Белорусского фронта. Отличился во время освобождения Польши.
20 января 1945 года танковая группа, в составе которой находилась самоходка Гущина, получила задачу прорвать немецкую оборону, ворваться в город Иновроцлав и продержаться до подхода основных сил. На окраине города в бою с группой противник потерял 9 танков и 2 самоходных орудия, однако и советские танкисты понесли большие потери. Экипаж Гущина стал преследовать отступающего противника. В бою Гущин уничтожил 2 вражеских артиллерийских орудия и около роты пехотинцев. Прорвавшись на аэродром и обратив в бегство его охранение, экипаж самоходной установки в течение восемнадцати часов отразил несколько вражеских контратак, удержав аэродром с семью исправными самолётами.
Указом Президиума Верховного Совета СССР от 27 февраля 1945 года за «образцовое выполнение боевых заданий командования на фронте борьбы с немецкими захватчиками и проявленные при этом отвагу и геройство» гвардии старший сержант Владимир Гущин был удостоен высокого звания Героя Советского Союза с вручением ордена Ленина и медали «Золотая Звезда» за номером 5722.
В дальнейшем Гущин участвовал в штурме Берлина. После войны он был демобилизован. Окончил партийную школу при Московском горкоме ВКП(б), затем три курса Московского машиностроительного техникума. В марте 1952 года Гущин был повторно призван в армию. В 1959 году он окончил Военно-политическую академию. В 1968 году Гущин в звании капитана 2-го ранга был уволен в запас. Проживал и работал в Москве. Скончался 19 января 2001 года, похоронен на Котляковском кладбище Москвы.
Был также награждён орденами Отечественной войны 1-й степени, Красной Звезды, «Знак Почёта», рядом медалей.